# Max Breunig
Max Breunig (Stein,  1888. november 12. – Pforzheim,  1961. július 4.) német labdarúgó és edző.
Pályafutását szülővárosában kezdte, a Karlsruher FV játékosaként 1910-ben német bajnoki címet szerzett. A bajnoki címhez ráadásul az ő gólja kellett, a bajnoki döntő hosszabbításában a Holstein Kiel ellen az ő tizenegyesével győzött a KFV 1–0-ra. Később az 1. FC Pforzheim csapatához igazolt, de az első világháború véget vetett játékos pályafutásának.
A válogatottban 9 mérkőzésen szerepelt. Részt vett az 1912. évi olimpián is, ahol egy mérkőzésen játszott.
Edzői pályafutását nevelőklubjánál kezdte a világháború után. Svájcban az FC Baselnél dolgozott, majd hazatérve két ízben is a TSV München 1860 edzője volt.

## Sikerei, díjai
- Német bajnok: 1910